# Bennaria formosana
Bennaria formosana är en insektsart som beskrevs av Nast 1950. Bennaria formosana ingår i släktet Bennaria och familjen kilstritar. Inga underarter finns listade i Catalogue of Life.